# Lancia Chivasso

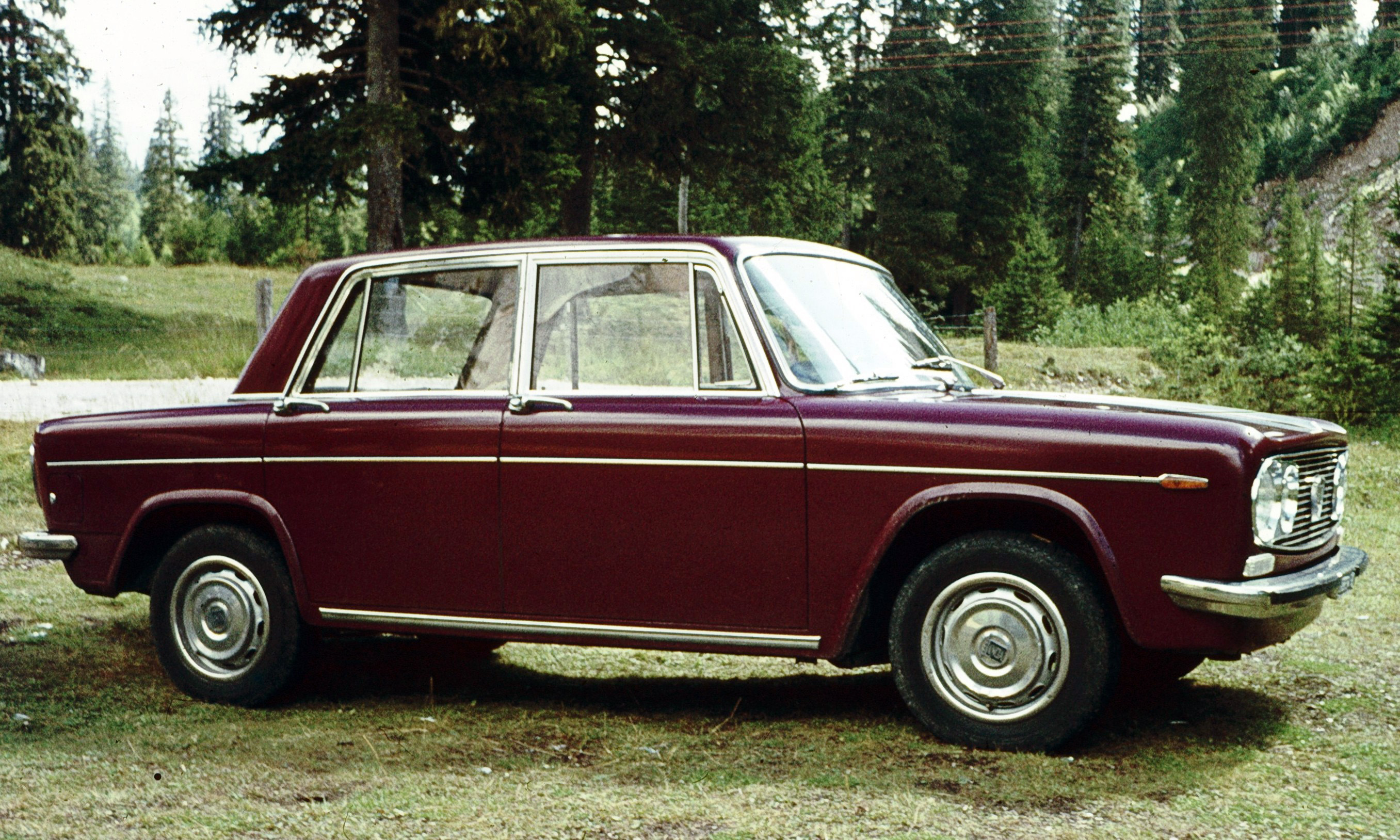
Lancia Fulvia, primer vehículo producido en la planta de Chivasso.

La planta de Lancia Chivasso fue la fábrica principal del fabricante de automóviles Lancia desde la década de 1960. Se encontraba situada en el municipio de Chivasso, en el Piamonte italiano. La planta fue inaugurada en 1963, seis años antes de que Lancia fuese adquirida por el grupo Fiat.

## Historia

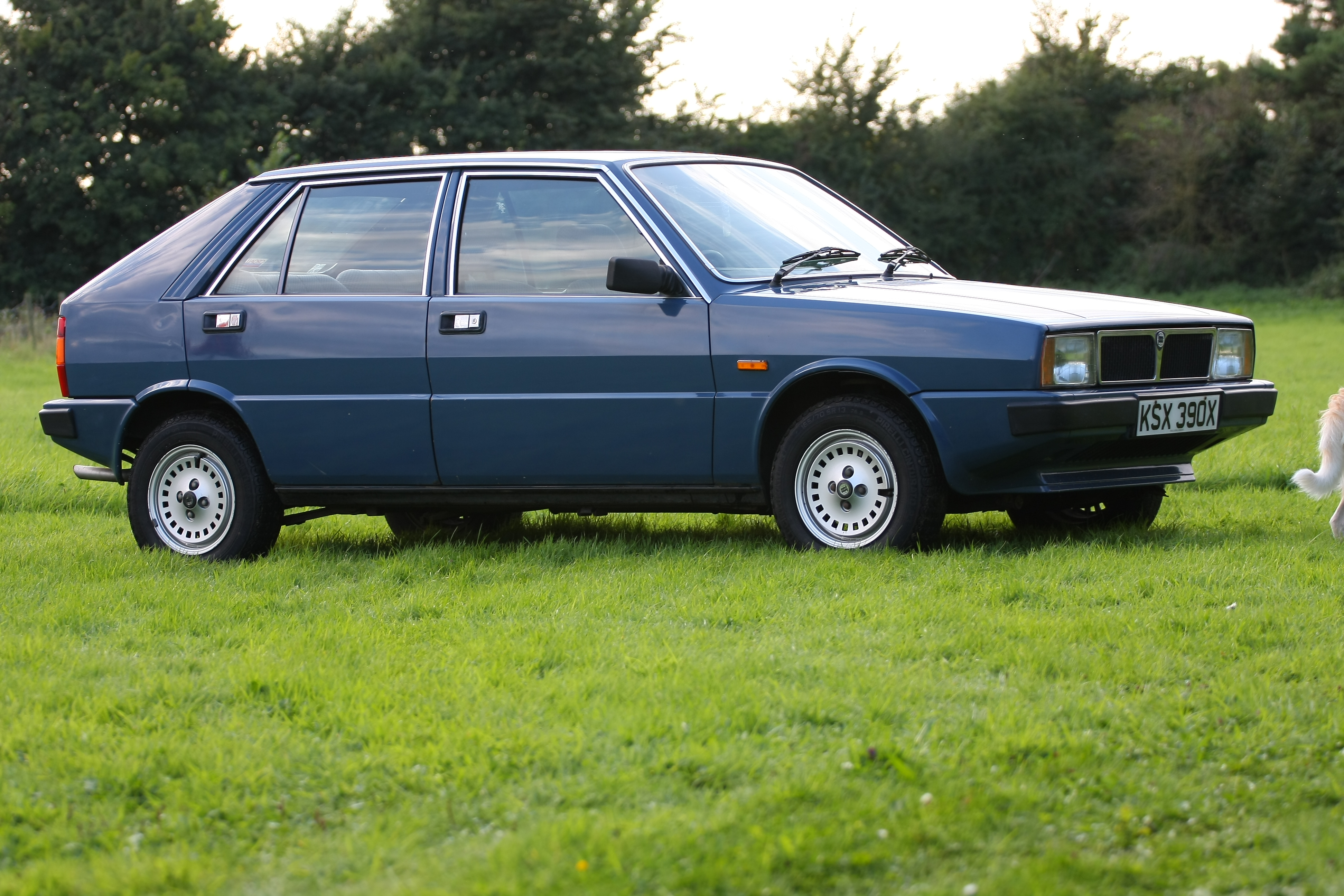
Lancia Delta producido en Chivasso.

La fábrica fue inaugurada en 1963 y el primer vehículo salido de sus líneas de montaje fue el Lancia Fulvia. En 1969 el grupo Fiat adquirió Lancia y la planta pasó también a formar parte del grupo automovilístico. En este periodo, se fabricó uno de los más destacados automóviles de la historia reciente de la marca, el laureado Lancia Delta, que fue el último fabricado bajo la propiedad del grupo Fiat, puesto que en 1993 se vendió la fábrica a Carrozzeria Maggiora. La planta, donde se venían fabricando vehículos exclusivamente bajo la marca Lancia, recibió en 1995 el encargo de la producción del Fiat Barchetta. En 1997 comenzó la producción del Lancia Kappa Coupe que fue producido hasta 2001 y fue el último Lancia fabricado en Chivasso, puesto que en 2003 Carrozzeria Maggiora quebró y la planta cesó definitivamente la producción.

## Producción

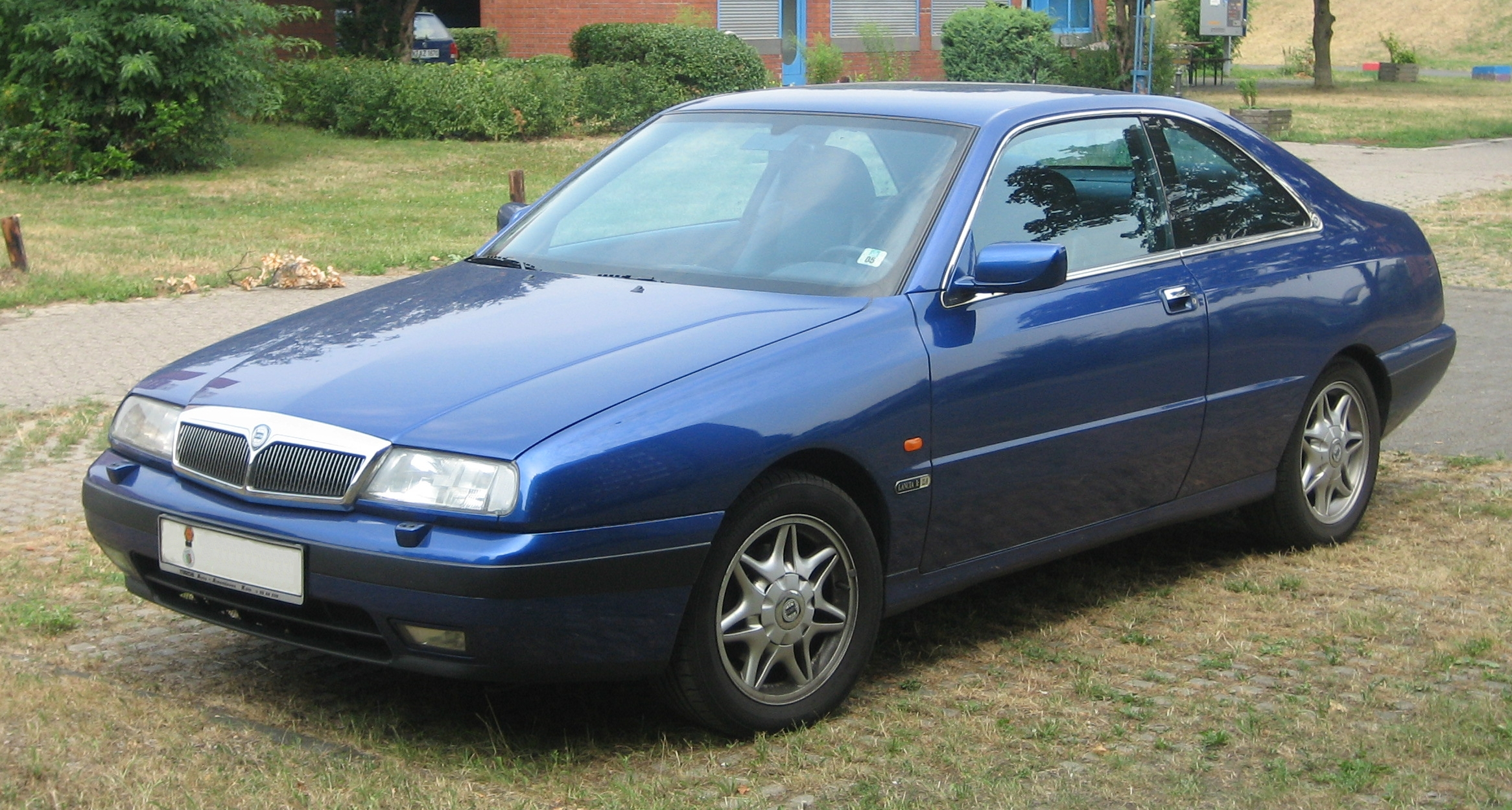
Lancia Kappa Coupe, último Lancia producido en Chivasso.

- 1963-1976 Lancia Fulvia
- 1972-1984 Lancia Beta
- 1974-1984 Lancia Gamma
- 1979-1994 Lancia Delta
- 1982-1989 Lancia Prisma
- 1989-1995 Lancia Dedra
- 1995-2002 Fiat Barchetta
- 1997-2001 Lancia K Coupé